# New York State Route 437
Die New York State Route 437 (NY 437) ist eine nur 480 Meter lange State Route südlich von Auburn im Cayuga County, New York in den USA. Sie dient als Verbindungsstrecke zwischen NY 38 und NY 38A und ist örtlich als White Bridge Road bekannt. Die Straße erlaubt den Autofahrern den raschen Zugang zum nahegelegenen Owasco Lake und vermeidet die Überquerung des Owasco Outlet weiter flussabwärts im Zentrum der Stadt. NY 437 wurde zwar erst amtlich 1970 festgelegt, doch die Straßennummer tauchte schon zwei Jahrzehnte früher auf Straßenkarten auf.

## Streckenbeschreibung

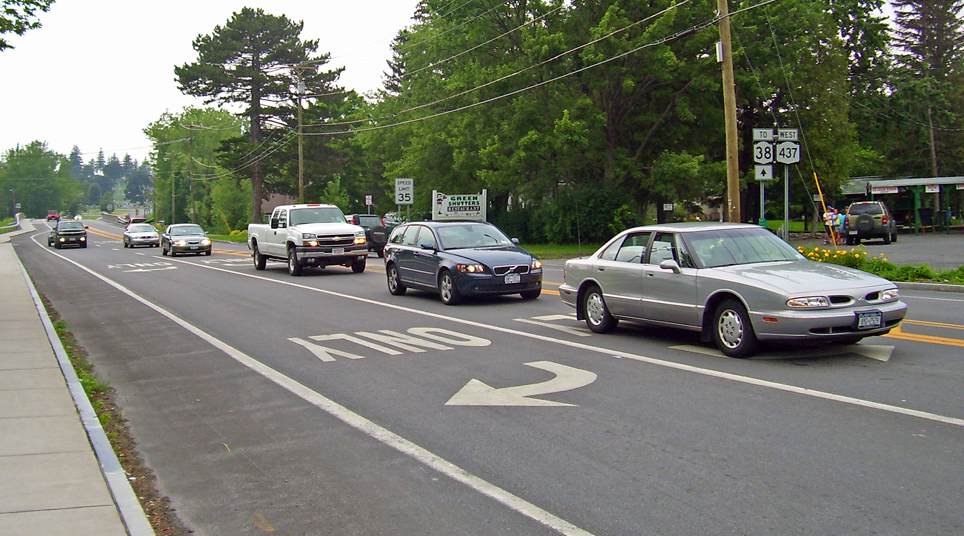
Blick vom östlichen Endpunkt nach Westen

NY 437 angrenzend zum St. Joseph Cemetery an einem Kreisverkehr der NY 38 in der Town of Fleming, südlich von Auburn. Sie führt als White Bridge Road nach Osten und verläuft dabei am nördlichen Ende des Owasco Lake. Etwa in der Mitte ihres nur kurzen Streckenverlaufes überquert die Trasse den Owasco Outlet und gelangt nach Owasco, wo sie durch den Emerson Park führt, der vom Cayuga County unterhalten wird. Die Strecke endet schließlich etwa 180 ,m weiter an einer T-förmigen Kreuzung mit der NY 38A in einem Bereich Owascos, der als Melrose Park bekannt ist. NY 437 erschließt ein unbebautes, bewaldetes Gebiet westlich des Seeabflusses und ein Wohngebiet östlich des Gewässers. Die State Route hat eine Länge von rund 480 m und ist damit die kürzeste ausgeschilderte State Route in diesem Bundesstaat.
NY 437 ist eine der wenigen vom Bundesstaat unterhaltenen Straßen, deren eines Ende an einem Kreisverkehr liegt. Unter ihnen sind die NY 635 im benachbarten Onondaga County, die an der Kreuzung mit NY 298 und dem Exit 35 des New York State Thruway am Carrier Circle, einem großen Kreisverkehr in Syracuse endet und NY 140 westlich von Albany, deren westliches Ende ein Kreisverkehr an der NY 85 bildet. Interstate 587 endet außerhalb von Kingston an einem Kreisverkehr mit NY 28 und Exit 19 des New York State Thruway. Auch NY 27 scheint im Osten am Montauk Point in einem Kreisverkehr zu enden, doch tatsächlich handelt es sich um eine Schleife der Landstraße, die zu sich selbst zurückführt, ähnlich zum U.S. Highway 9 nahe der Grenze zu Kanada.

## Geschichte
NY 437 wurde Anfang des 20. Jahrhunderts in mehreren Phasen auf das Niveau einer State Route ausgebaut. Der Abschnitt zwischen dem heutigen Kreisverkehr und dem Abfluss des Sees wurde 1908 als Bestandteil des damaligen State Highway 384 (SH 384) neugebaut. Zwischen dem Abfluss und der heutigen NY 38A erfolgte der Umbau zwischen 1912 und 1913 als Teil der SH 752. Beide Nummern wurden nur intern im Rahmen der Gesetze verwendet und wurden nicht in der Natur ausgeschildert. NY 437 wurde auf zeitgenössischen Karten der Gegend als Bezeichnung erstmals 1947 verwendet; offiziell wurde diese Straßennummer durch das New York State Department of Transportation (NYSDOT) erst am 1. Januar 1970 zugewiesen.

## Kreuzungen
| Lage    | Meile | km   | Richtung | Anmerkung                            |
| ------- | ----- | ---- | -------- | ------------------------------------ |
| Fleming | 0,00  | 0,00 | NY 38    | Kreisverkehr                         |
| Owasco  | 0,30  | 0,48 | NY 38A   | Census-designated place Melrose Park |

## Belege
1. ↑  overview map of NY 437. Google Maps, abgerufen am 15. August 2012 (englisch).
2. 1 2  2008 Traffic Data Report for New York State. (PDF) New York State Department of Transportation, 16. Juni 2009, S. 315, abgerufen am 15. August 2012 (englisch).
3. ↑  Carrier Circle. Google Maps, abgerufen am 15. August 2012 (englisch).
4. ↑  Elsmere, New York. Google Maps, abgerufen am 15. August 2012 (englisch).
5. ↑  Kingston, New York. Google Maps, abgerufen am 17. Februar 2011 (englisch).
6. ↑  Montauk Point, New York. Google Maps, abgerufen am 15. August 2012 (englisch).
7. ↑  Champlain, New York. Google Maps, abgerufen am 15. August 2012 (englisch).
8. ↑  New York State Department of Highways: Report of the State Commissioner of Highways. J. B. Lyon Company, Albany, New York 1920, S. 222, 238 (englisch, google.com [abgerufen am 15. August 2012]).
9. ↑  Rand McNally and Company (Kartograph): Official Map Showing State Highways and other important roads.  [Karte]. Hrsg.: State of New York Department of Public Works. 1926 (englisch).
10. ↑  Rand McNally and Company (Kartograph): New York Road Map and Pictorial Sight-Seeing Guide.  [Karte]. Hrsg.: Sinclair Oil Corporation. 1947 (englisch).
11. ↑  Official Description of Touring Routes in New York State. (PDF; 4,9 MB) State of New York Department of Transportation, 1. Januar 1970, abgerufen am 15. August 2012 (englisch): „NY 437 is a new number assigned to connect Routes NY 38 and 38A south of Auburn.“